# Filipp Golikov
Pour les articles homonymes, voir Golikov.
Filipp Ivanovitch Golikov (en russe : Филипп Иванович Голиков ; 2 juillet 1900 (15 juillet dans le calendrier grégorien) - 29 juillet 1980) est un militaire soviétique. Il exerce différents commandements pendant la Seconde Guerre mondiale (1939-1945) et est promu Maréchal de l'Union soviétique en 1961.

## Biographie

### Enfance et début de carrière
Filip Golikov voit le jour dans une famille paysanne russe à Borisova, dans le gouvernorat de Perm de l'Empire russe. Son père, Ivan Nikolaïevitch Golikov, était infirmier dans la garnison de Tobolsk. Tous les deux rejoignent le Parti communiste russe (bolcheviks) en avril 1918. 
Un mois plus tard, en mai 1918, Golikov s'enrôle dans l'Armée rouge comme volontaire et occupe le poste de commissaire politique pendant la majeure partie de la guerre civile russe et durant 11 ans par la suite.
Il est nommé commandant d'un régiment en 1931 et en 1933, il sort diplômé de l'Académie militaire Frounze. 
En 1938, pendant la Grande Purge, il est rapidement promu membre du Conseil militaire du district militaire de Biélorussie pour superviser selon certaines sources une purge des commandants de l'Armée rouge dans la région, où son chemin croisera celui du futur héros de guerre Gueorgui Joukov, qui ne lui a jamais pardonné. Dans la même année il est démis de ses fonctions et en novembre 1938, Golikov est nommé commandant du groupe d'armées de Vinnitsa puis commandant de la 6e armée en 1939.
Lors de l'invasion soviétique de la Pologne en 1939, il est chargé d'envahir et d'occuper Lvov et en 1940, il sert pendant la guerre d'hiver contre la Finlande.

### Chef du GRU
En juillet 1940, Golikov est nommé chef de la Direction principale du renseignement (GRU), bien qu'il n'ait aucune expérience préalable en matière de collecte de renseignements. Staline semble être conscient qu'il n'est pas qualifié pour ce type de poste : lors de la 18e conférence du parti en février suivant, il déclare de Golikov « en tant qu'agent de renseignement, il est inexpérimenté, naïf : un agent de renseignement devrait être comme le diable, ne croire personne, pas même lui-même. ». 
Cinq des prédécesseurs de Golikov avaient été fusillés ou étaient sur le point d'être fusillés ; son prédécesseur immédiat, Ivan Proskurov (en), avait été tenu pour responsable du fiasco de la guerre de Finlande, même s'il est plus probable qu'il ait été limogé pour avoir parlé trop ouvertement du mauvais état de préparation de l'armée soviétique. 
Golikov est donc fortement incité à dire à Staline seulement ce qu'il voulait entendre, et Staline refuse alors de croire qu'Hitler romprait le pacte de non-agression qu'ils avaient négocié en 1939. 
Dès le début de 1941, les renseignements soviétiques reçoivent de multiples avertissements en provenance d'Allemagne et des responsables britanniques et américains du risque d’invasion allemande. 
Le 20 mars, Golikov signe un bilan largement diffusé de tous les renseignements actuels, qui commence par le constat suivant : « La majorité des rapports d'agents concernant la possibilité d'une guerre avec l'URSS au printemps 1941 proviennent de sources anglo-américaines, le but étant ce qui à l'heure actuelle risque sans aucun doute d'aggraver les relations entre l'URSS et l'Allemagne. ». 
Quelques mois plus tôt, alors qu'il informe ses supérieurs que le nombre de divisions allemandes à la frontière de l'URSS était passé de 70 à 107, Golikov prédit pourtant que les prochaines opérations militaires de l'Allemagne se dérouleraient contre le Royaume-Uni, à Gibraltar, en Afrique du Nord et au Proche-Orient.
En avril-juin 1941, Golikov rend compte de la concentration continue des troupes allemandes près de la frontière ouest soviétique, du nombre de divisions qui y sont attirées, de leur force et de leur nombre au combat, de leur emplacement. La date de l'attaque contre l'URSS était le 22 juin 1941 (cette date a été indiquée par une quinzaine de sources fiables). De juillet 1940 à juin 1941, le GRU de l'état-major général de l'Armée rouge envoit 95 messages (uniquement déclassifiés) aux dirigeants de l'URSS concernant la concentration des troupes allemandes.

### Seconde Guerre mondiale
Dans les premiers jours de la guerre, Golikov est démis de ses fonctions de chef de la direction principale du renseignement de l'état-major général de l'Armée rouge. 
Le 5 juillet 1941, il est nommé chef de la mission militaire soviétique en Grande-Bretagne et aux États-Unis et part pour la Grande-Bretagne. Il est chargé de la négociation des fournitures militaires pour l'URSS et de l'ouverture d'un deuxième front, notamment en étant reçu par le président américain Franklin Roosevelt le 31 juillet 1941. Le 31 août 1941, le premier convoi arctique britannique arrive à Arkhangelsk avec une cargaison d'avions et de munitions pour le front. Il est remplacé à la tête du GRU par Alekseï Pavlovitch Panfilov.
En octobre 1941, il est renvoyé en URSS et nommé commandant de la 10e armée, en cours de formation dans la région de Penza. Plus tard, l'armée se redéploie dans la région de Riazan. Faisant partie des troupes du front de l'ouest, les troupes de l'armée avancent avec succès dès le début du mois de décembre 1941 au sud de Toula, repoussant les unités de la 2e armée blindée allemande du général Guderian à une distance de 400 km de Moscou, libérant 10 villes tout en infligeant de lourdes pertes à l'ennemi.
En février 1942 il prend le commandement de la 4e armée de choc sur le front de Kalinine. À partir d'avril 1942 il commande les troupes du front de Briansk, puis en juillet 1942 il devient commandant des troupes du front de Voronej. Selon les historiens soviétiques, il dirige sans succès les forces du front en juin-juillet 1942, c'est pourquoi les Allemands ont réussi à percer jusqu'à Voronej, à atteindre le Moyen-Don et à prendre une position avantageuse pour attaquer Stalingrad. 
En août 1942, Golikov est nommé avec rétrogradation au poste de commandant de la 1re armée de la Garde sur les fronts sud-est et sur le front de Stalingrad, il participe alors aux batailles défensives aux abords de Stalingrad. En septembre 1942 il prend le commandement adjoint du Front de Stalingrad. En octobre 1942, il est transféré dans le secteur nord du front germano-soviétique et nommé commandant adjoint du front nord-ouest. Quelques jours plus tard, il est rappelé à Moscou et, le 16 octobre, il est reconduit dans ses fonctions de chef de la direction principale du renseignement de l'état-major général de l'Armée rouge.
Il commande le front de Briansk en 1942 et le front de Voronej (1942-1943), avant d’être nommé assistant du ministère de la Défense (avril 1943). À ce titre, il organise alors le retour en Union soviétique des prisonniers de guerre soviétiques qui avaient été envoyés en Allemagne.

### Après guerre
Après la fin de la seconde guerre mondiale, il occupa différents postes au ministère de la Défense d'URSS.